# Гилли, Джин
Джин Гилли (англ.  Jean Gillie), имя при рождении Джин Мейбел Кумбер (англ.  Jean Mabel Coomber; 14 октября 1915 года — 19 февраля 1949 года) — британская киноактриса 1930—1940-х годов.
За свою кинокарьеру, охватившую период с 1935 по 1947 год, Гилли сыграла в 20 британских и двух американских фильмах, среди них «Сладкий дьявол» (1938), «Святой встречается с Тигром» (1941), «Слабый пол» (1943), «Полевой конёк» (1944), «Западня» (1946) и «Дело Макомбера» (1947). Её самой известной работой в кино стала роль роковой женщины в фильме нуар «Западня» (1946).

## Ранние годы жизни и начало карьеры
Джин Гилли, имя при рождении Джин Мейбел Кумбер, родилась 14 октября 1915 года в Кенсингтоне, Лондон, Великобритания.
В 1932 году она дебютировала на сцене, а в 1935 году получила приглашение работать в кино.

## Карьера в британском кино
Как пишет историк кино Гэри Брамбург, звезда лондонского мюзик-холла Джек Бьюкенен был «настолько впечатлён красотой и комедийным талантом Гилли», что взял её на небольшую роль в классической музыкальной комедии «Миллионы Брюстера» (1935), где сам исполнил главную роль. В том же году Гилли сыграла роли второго плана в музыкальной комедии «Его величество и компания» (1935), романтической комедии «Школа для звёзд» (1935), романтической комедии «Это случилось в Париже» (1935) и комедии «Жёны Смита» (1935). В комедии «Пока родители спят» (1935) Гилли сыграла главную роль бедной, но решительной продавщицы, которая начинает встречаться с юношей аристократического происхождения, оказывая положительное влияние на других членов высшего общества.
В 1936 году Гилли играла в музыкальной комедии «Это заставит тебя свистнуть» (1936) с Бьюкененом в главной роли, за которой последовали мюзикл «Девушка в такси» (1937) и романтическая музыкальная комедия «Сладкий дьявол» (1938), где она сыграла главную роль в паре с популярным комиком Бобби Хоузом.
В 1939 году Гилли исполнила главную женскую роль в своей первой криминальной мелодраме «Как поступишь, приятель?» (1939), после чего появилась в шпионской комедии «Солдатам всё равно» (1940) и сыграла роль второго плана в комедии «Средняя вахта» (1939) с Бьюкененом в роли капитана военного корабля, на борту которого во время боевого дежурства случайно оказались две привлекательные женщины.
В романтической комедии «Тилли из Бламсбери» (1940) она сыграла заглавную роль девушки из среднего класса, у которой начинается роман с аристократом, и несмотря на противодействие родителей, молодая пара находит свой путь к счастью. В том же году вышел криминальный триллер «Паук» (1940), в котором Гилли сыграла свидетельницу убийства, которая после столкновения с преступником временно теряет память, а затем вынуждена скрываться от его преследований.
В 1941 году Гилли предстала в образе возлюбленной благородного частного детектива по прозвищу Святой в детективном фильме «Святой встречается с Тигром» (1941) с Хью Синклером в заглавной роли. Год спустя в пропагандистской мелодраме «Слабый пол» (1943) сыграла одну из семи британских девушек, которые во время Второй мировой войны по зову сердца поступают на службу в британскую армию.
Гилли вернулась к более легкому жанру с комедией «Полевой конёк» (1944) о группе орнитологов, которая пытается спасти этот редкий вид птиц и музыкальной комедией «Бегство от глупости» (1945), в котором сыграла сестру популярного композитора, который после бегства его возлюбленной на Мальорку начинает пить и бросает работу, однако под влиянием медсестры возвращается к активной творческой жизни.

## Кинокарьера в США
В 1944 году Гилли познакомилась с американским кинорежиссёром Джеком Бернхард, который в то время проходил воинскую службу в Великобритании. Вскоре они поженились, и после демобилизации Бернхард увёз её в США с намерением сделать из неё голливудскую звезду. В 1946 году Гилли снимались почти одновременно сразу в двух голливудских фильмах — «Дело Макомбера» (1947) было в производстве с апреле-июне 1946 года, а съёмки «Западни» (1946) шли в течение двух недель в мае 1946 года.
В фильме нуар студии Monogram «Западня» (1946) Гилли исполнила главную женскую роль «порочной Марго Шелби», которая соблазняет, а затем пытается застрелить тюремного врача доктора Крейга, воскрешает своего парня, казнённого гангстера Фрэнки, чтобы получить от него карту с указанием места захоронения добычи с его последнего дела, подстрекает другого гангстера Джима снова убить Фрэнки, после чего убивает самого Джима, переехав его своим автомобилем, и наконец, перед самой своей смертью «почти расправляется с ведущим дело детективом». Фильм остался мало замеченным после выхода на экраны, однако привлёк к себе значительное внимание современных историков кино, главным образом благодаря созданному Гилли образу роковой женщины. Как отметил современный киновед Джефф Майер, британские «фильмы Гилли никоим образом не подготовили публику к исполнению ей в „Западне“ роли одной из самых опасных роковых женщин 1940-х годов». По словам киноведа, «Гилли своей игрой скрепляет весь фильм, и без неё он был бы всего лишь очередным фильмом бедной компании, отягощённым маловероятным сюжетом». Киновед Алан Силвер отметил, что «хотя в сюжете и есть несогласованности», тем не менее фильм знаменателен «увлекательной игрой британской актрисы Джин Гилли в роли Марго, самой жестокой и коварной роковой женщины в нуаровом цикле вплоть до появления Энни Лори Старр в „Без ума от оружия“ (1950)» . По словам Артура Лайонса, этот забытый в течение многих лет, но «несокрушимый дешёвый фильм нуар студии Monogram Pictures» выделяется «сногсшибательной, хладнокровной игрой британской актрисы Гилли». Другой современный историк кино Деннис Шварц назвал картину «мрачным по атмосфере, бессвязным фильмом нуар, который изобилует сюжетными нестыковками». По словам Шварца, «главным достоинством фильма стала зловещая игра британской дебютантки Джин Гилли в роли Марго Шелби», создавшей образ «абсолютной роковой женщины, которая использует мужчин и даже насилие, чтобы достичь своих целей». Как полагает киновед, Гилли создаёт образ «одной из самых беспощадных роковых женщин в истории фильмов нуар».
Как пишет Майер, несмотря на то, что Гилли собрала массу хорошей прессы за «интересное и идеальное исполнение роли роковой женщины» в этом фильме, однако после этого вышла всего лишь одна картина с её участием, приключенческая криминальная мелодрама «Дело Макомбера» (1947), где она сыграла роль второго плана. Основные события этой картины происходят в Кении, куда на охоту приезжает богатая, но неблагополучная американская супружеская пара (Джоан Беннетт и Роберт Престон). Супруга вскоре начинает испытывать романтический интерес к сопровождающему их охотнику (Грегори Пек), что в итоге приводит к трагической развязке. Отзывы критики на фильм были позитивными. Так журнал Time написал, что «это блестящая работа — наилучшая на нынешний день — в переносе Хэмингуэя на экран». Однако для Гилли это был последний фильм в карьере. Вскоре после его выхода на экраны она развелась с Бернхардтом и вернулась в Великобританию, где больше не сыграла ни в одном фильме.

## Актёрское амплуа и оценка творчества
Обратив внимание на её «сладострастные глаза и длинную гриву», историк кино Гэри Брамбург назвал Гилли «британским ответом голливудским роковым женщинам». Как написал Майер, первым фильмом Гилли была комедия «Пока родители спят» (1935), и в течение последующих девяти лет она сыграла во многих британских фильмах, главным образом, в ролях наивных молодых девушек или в легковесных романтических ролях. Как отмечено в биографии актрисы на сайте Turner Classic Movies, «бывшая девушка из театральной массовки, Гилли стала сниматься в британском кино в середине 1930-х годов, добившись успеха как исполнительница главных ролей в начале 1940-х годов. В частности, Гилли привнесла своё живое очарование в такие фильмы, как „Слабый пол“ (1943) и „Полевой конёк“ (1944)». По словам Брамбурга, у неё была «достаточно продолжительная, но скромная и легковесная карьера на родине, после чего она приехала в США и произвела впечатление на американскую публику с фильмом „Западня“ (1946)». Однако, как отмечает критик, «американская аудитория не купилась на её британский акцент, и после роли второго плана в фильме „Дело Макомбера“ (1947), который снимался практически одновременно с „Западнёй“, американская кинокарьера Гилли была закончена».

## Личная жизнь
Во время Второй мировой войны Гилли познакомилась с американским кинорежиссёром Джеком Бернхардом в то время, когда он в качестве военнослужащего был размещён в Великобритании. Они поженились 5 мая 1944 года. В 1947 году брак распался и они развелись.

## Возвращение в Великобританию. Смерть
В 1948 году Гилли вернулась в Великобританию, где, не успев начать заново свою театрально-кинематографическую карьеру, умерла 19 февраля 1949 года в Лондоне от пневмонии в возрасте 33 лет.

## Фильмография
| Год  |   | Русское название            | Оригинальное название     | Роль                                |
| ---- | - | --------------------------- | ------------------------- | ----------------------------------- |
| 1935 | ф | Школа для звёзд             | School for Stars          | Джоан Мартин                        |
| 1935 | ф | Пока родители спят          | While Parents Sleep       | Бабблз Томпсон                      |
| 1935 | ф | Это случилось в Париже      | It Happened in Paris      | Мюсетт                              |
| 1935 | ф | Миллионы Брюстера           | Brewster's Millions       | мисс Томпкинс (в титрах не указана) |
| 1936 | ф | Это заставить вас свистнуть | This'll Make You Whistle  | Джоан Лонгхёрст                     |
| 1937 | ф | Девушка в такси             | The Girl in the Taxi      | Жаклин дез Обре                     |
| 1937 | ф | Сладкий дьявол              | Sweet Devil               | Джил Тёрнер                         |
| 1939 | ф | Как поступишь, приятель?    | What Would You Do, Chums? | Люси                                |
| 1940 | ф | Паук                        | The Spider                | Клэр Марли                          |
| 1940 | ф | Средняя вахта               | The Middle Watch          | Бетти Хьюетт                        |
| 1940 | ф | Тилли из Блумсбери          | Tilly of Bloomsbury       | Тилли Уелвин                        |
| 1940 | ф | Морякам всё равно           | Sailors Don't Care        | Нэнси                               |
| 1943 | ф | Слабый пол                  | The Gentle Sex            | Дот Хопкинс                         |
| 1943 | ф | Святой встречается с Тигром | The Saint Meets the Tiger | Пэт Холм                            |
| 1944 | ф | Полевой конёк               | Tawny Pipit               | Нэнси Форестер                      |
| 1945 | ф | Бегство от глупости         | Flight from Folly         | Миллисент                           |
| 1946 | ф | Приманка                    | Decoy                     | Марго Шелби                         |
| 1947 | ф | Дело Макомбера              | The Macomber Affair       | Эйми                                |